# Лаґевкі
Лаґевкі (пол. Łagiewki) — село в Польщі, у гміні Колачково Вжесінського повіту Великопольського воєводства.
Населення — 62 особи (2011).
У 1975-1998 роках село належало до Познанського воєводства.

## Демографія
Демографічна структура станом на 31 березня 2011 року:
|          | Загалом | Допрацездатний вік | Працездатний вік | Постпрацездатний вік |
| -------- | ------- | ------------------ | ---------------- | -------------------- |
| Чоловіки | 29      | 8                  | 17               | 4                    |
| Жінки    | 33      | 13                 | 13               | 7                    |
| Разом    | 62      | 21                 | 30               | 11                   |